# Baldo Farrattini
Baldo Farrattini o Ferratini (... – dopo il 1570)  è stato un vescovo cattolico e un governatore dello Stato Pontificio.

## Biografia
Già vescovo di Lipari (1534-1553) e di Amelia (1558-1562), nel 1567 fu nominato governatore di Roma da papa Pio V, il quale gli affidò la revisione del processo Carafa con cui Alessandro Pallantieri mandò a morte il cardinale Carlo Carafa e suo fratello Giovanni.

## Genealogia episcopale
La genealogia episcopale è:
- Cardinale Agostino Spinola
- Vescovo Baldo Farrattini